# Tracker (musikprogram)
Tracker är en generell term som avser ett slags datorprogram för musikredigering. Ett trackerprogram är en typ av sequencer, där samplingar och deras egenskaper, såsom tonhöjd och volym, ordnas på en tidsskala. Musikfilerna kallas för moduler, eller bara moddar, och innehåller både notation och samplingar samlade i en fil.
Det första trackerprogrammet, tillika det som myntade termen tracker, var Ultimate Soundtracker, vilket skrevs av Karsten Obarski 1987 för Amiga.

## Lista över populära trackerprogram

### Amiga
- Noisetracker
- Protracker
- Startrekker
- Soundtracker
- OctaMED
- Oktalyzer

### Atari ST
- ProtrackerSTE
- Octalyser
- MegaTracker
- Digital Tracker
- DBE Tracker
- maxYMiser
- Fasttracker
- Sid Sound Designer
- TripleX
- Music Mon

### Game Boy
- Little Sound DJ
- Nanoloop
- Musicbox

### PC - Moderna trackerprogram med stöd förVST/VSTi
- Renoise
- MadTracker
- Skale Tracker
- ModPlug Tracker
- Berotracker
- Buzzle
- Psycle
- Revisit

### PC - Nya versioner av gamla trackerprogram
- MilkyTracker
- Schism Tracker

### PC - gamla trackerprogram
- Scream Tracker
- Fast Tracker
- Impulse Tracker

## Lista över trackerprogram med stöd för syntetiska samplingar

### Amiga
- Ahx
- Sonic arranger
- Music Line Editor